# Overgrowth
Overgrowth ist ein 3D-Actionspiel für Microsoft Windows, macOS and Linux, das von Wolfire Games entwickelt wurde. Es wurde nach neun Jahren Entwicklungszeit am 16. Oktober 2017 fertiggestellt. Es stellt den Nachfolger zum 2005 veröffentlichten Lugaru dar.

## Spielprinzip
Der Spieler steuert einen Hasen in einer Welt anthropomorpher Tiere, die um das Überleben kämpfen müssen. Dabei kann sowohl im Einzelspieler als auch Koop-Modus gemeinsam gespielt werden.

## Entwicklung
2008 wurde Overgrowth erstmals als Nachfolger zu Lugaru angekündigt. Das Spiel absolvierte im April 2013 erfolgreich die Freischaltung via Steam Greenlight. Kurz darauf wurde das Spiel im Early-Access-Prinzip weiterentwickelt und vertrieben. Nach acht Jahren Entwicklung wurde eine Kampagne eingefügt. Nach neun Jahren erschien das Spiel als Vollversion bei Steam und im Humble Store. Ein integrierter Editor erlaubte dabei die Erstellung von benutzerdefinierten Leveln und Mods. Der Quelltext von Overgrowth wurde unter der Apache-Lizenz veröffentlicht, die Spieldateien blieben jedoch proprietär.

## Rezeption
Schon während der Early Access Phase sei Overgrowth fesselnd, wobei es eindeutig unfertig sei, wie die Entwickler selbst betonten. Die Geschichte sei interessant, aber böte wenig Neues. Das Kampfsystem sei sehr schnell und gleichzeitig mit nur zwei Knöpfen zur Abwehr und zum Angriff extrem einfach gehalten. Sprung- und Klettereinlagen erinnern an Assassin’s Creed, jedoch sei Geschwindigkeit und Sprunghöhe viel höher und der Aufstieg sehr linear.

### Auszeichnungen
- 2009: ModDB Editors Choice: Best Upcoming[10]